# The Six Wives of Henry VIII (musikalbum)
The Six Wives of Henry VIII är progrock-keyboardisten Rick Wakemans andra soloalbum, utgivet 1973. Albumet var det första av Wakemans soloalbum som gavs ut i USA. Albumet spelades in under 1972, parallellt med arbetet med Yes album Close to the Edge, och brukar räknas som Wakemans bästa och mest välkända soloalbum, även om vissa avfärdar det som överdådigt och pretentiöst. Wakeman fick idéerna och inspirationen till albumet när han läste boken med samma namn som han hade köpt på en flygplats utanför London, han skriver själv att musiken flödade i hans huvud medan han läste boken. Varje spår på skivan handlar om en av Henrik VIII av Englands sex fruar. På albumet har Wakeman stort utrymme att utveckla sina idéer och briljera bakom tangenterna och han använder sig av ett flertal olika klaviaturinstumment. Medverkar på albumet gör bland andra Chris Squire, Bill Bruford och Steve Howe även de från Yes. Senare skulle även Alan White bli medlem i Yes då Bruford lämnat gruppen.

## Låtlista
1. Catherine of Aragon - 3:45
2. Anne of Cleves - 7:50
3. Catherine Howard - 6:36
4. Jane Seymour - 4:44
5. Anne Boleyn 'the day thou gavest Lord is ended - 6:31
6. Catherine Parr - 7:00

Total speltid: 36:36

## Medverkande
- Rick Wakeman - Piano, flygel, orglar, elpiano, cembalo, mellotron, Synthesizers, ljudeffekter, sång

Bas:
- Dave Winter
- Chris Squire
- Chas Cronk
- Les Hurdle

Gitarr:
- Mike Egan
- Dave Lambert
- Steve Howe

Trummor:
- Alan White
- Bill Bruford
- Barry de Souza

Slagverk:
- Ray Cooper
- Frank Riccotti

Elektrisk banjo:
- Dave Cousins

Sång:
- Liza Strike
- Laura Lee
- Barry St. John
- Sylvia McNeill
- Judy Powell